# 錢皮恩 (密蘇里州)
錢皮恩（英語：Champion）是位於美國密蘇里州道格拉斯縣的非建制地區。

## 地理
錢皮恩所處的海拔為高於海平面273米（即896英呎），而該地所採用的時區為UTC-6，即北美中部時區（CST）。同時該地設有夏令時間，為UTC-6調快一小時，即UTC-5（CDT）。